# Championnat des Seychelles de football 2021-2022
Navigation
Saison précédente Saison suivante
La saison 2021-2022 de Division One est la quarante-troisième édition de la première division seychelloise. Les quatorze équipes engagées sont divisées dans deux groupes, la ligue de Mahé et la ligue des Îles Intérieures. Les trois premiers de groupe se rencontrent dans un mini-championnat pour déterminer le champion. Les derniers de chaque groupe se rencontrent pour déterminer le club qui sera relégué.
Le championnat précédent est annulé à cause de la pandémie de Covid-19, ce sont les mêmes équipes qui disputent le championnat, plus deux clubs qui ont été admis, portant le nombre de participants à quatorze.

## Les équipes participantes
- Ligue de Mahé :
  - Saint Michel United
  - Northern Dynamo
  - Saint-Louis Suns FC
  - Foresters Mont Fleuri FC
  - Red Star Defence Forces
  - Real Maldives
  - Bosco FC
  - PTL Bazar Brothers - nouveau club
- Ligue des Îles Intérieures : 
  - La Passe FC
  - Côte d'Or FC
  - Light Stars FC
  - Anse Réunion FC
  - Revengers FC
  - Santos FC - nouveau club

## Compétition
Le classement est établi sur le barème de points classique (victoire à 3 points, match nul à 1, défaite à 0).

### Classement Ligue de Mahé
| Rang | Équipe                     | Pts | J  | G  | N | P  | Bp | Bc | Diff |
| ---- | -------------------------- | --- | -- | -- | - | -- | -- | -- | ---- |
| 1    | Saint Michel United        | 34  | 14 | 11 | 1 | 2  | 33 | 10 | +23  |
| 2    | Foresters Mont Fleuri FC T | 31  | 14 | 9  | 4 | 1  | 34 | 7  | +27  |
| 3    | Saint-Louis Suns FC        | 24  | 14 | 7  | 3 | 4  | 17 | 10 | +7   |
| 4    | Red Star Defence Forces    | 17  | 14 | 4  | 5 | 5  | 17 | 16 | +1   |
| 5    | Bosco FC                   | 16  | 14 | 3  | 7 | 4  | 15 | 15 | 0    |
| 6    | Real Maldives              | 15  | 14 | 4  | 3 | 7  | 18 | 27 | -9   |
| 7    | Northern Dynamo            | 15  | 14 | 4  | 3 | 7  | 7  | 31 | -24  |
| 8    | PTL Bazar Brothers         | 2   | 14 | 0  | 2 | 12 | 3  | 28 | -25  |

| Légende : Qualifications | Légende : Qualifications                                                                    |
| ------------------------ | ------------------------------------------------------------------------------------------- |
|                          | Qualification pour les play-offs                                                            |
|                          | Participation au barrage de relégation                                                      |
|                          | T : Tenant du titre C : Vainqueur de la Coupe des Seychelles P : Promu de deuxième division |

### Classement ligue des Îles Intérieures
| Rang | Équipe          | Pts | J  | G  | N | P  | Bp | Bc | Diff |
| ---- | --------------- | --- | -- | -- | - | -- | -- | -- | ---- |
| 1    | La Passe FC     | 36  | 15 | 11 | 3 | 1  | 45 | 13 | +32  |
| 2    | Côte d'Or FC    | 35  | 15 | 11 | 2 | 2  | 51 | 5  | +46  |
| 3    | Light Stars FC  | 27  | 15 | 8  | 3 | 4  | 51 | 17 | +34  |
| 4    | Anse Réunion FC | 20  | 15 | 6  | 2 | 7  | 22 | 28 | -6   |
| 5    | Revengers FC    | 10  | 15 | 3  | 1 | 11 | 14 | 51 | -37  |
| 6    | Santos FC       | 1   | 15 | 0  | 1 | 14 | 5  | 74 | -69  |

| Légende : Qualifications | Légende : Qualifications               |
| ------------------------ | -------------------------------------- |
|                          | Qualification pour les play-offs       |
|                          | Participation au barrage de relégation |

### Classement championnat
| Rang | Équipe                     | Pts | J | G | N | P | Bp | Bc | Diff |
| ---- | -------------------------- | --- | - | - | - | - | -- | -- | ---- |
| 1    | La Passe FC                | 12  | 5 | 4 | 0 | 1 | 10 | 6  | +4   |
| 2    | Saint Michel United        | 10  | 5 | 3 | 1 | 1 | 7  | 4  | +3   |
| 3    | Saint-Louis Suns FC        | 9   | 5 | 3 | 0 | 2 | 7  | 6  | +1   |
| 4    | Foresters Mont Fleuri FC T | 6   | 5 | 2 | 0 | 3 | 4  | 5  | -1   |
| 5    | Light Stars FC             | 4   | 5 | 1 | 1 | 3 | 6  | 9  | -3   |
| 6    | Côte d'Or FC               | 2   | 5 | 0 | 2 | 3 | 2  | 6  | -4   |

| Légende : Qualifications | Légende : Qualifications                                                                    |
| ------------------------ | ------------------------------------------------------------------------------------------- |
|                          | Qualification pour la Ligue des champions de la CAF 2022-2023                               |
|                          | Qualification pour la Coupe de la confédération 2022-2023                                   |
|                          | T : Tenant du titre C : Vainqueur de la Coupe des Seychelles P : Promu de deuxième division |

## Bilan de la saison
| Championnat des Seychelles de football 2021-2022 |                        |
| Champion                                         | La Passe FC (5e titre) |
| Coupes et trophées                               |                        |
| Vainqueur de la Coupe des Seychelles 2021-2022   | Saint Michel United    |
| Qualifications continentales                     |                        |
| Ligue des champions de la CAF 2022-2023          | La Passe FC            |
| Coupe de la confédération 2022-2023              | Saint Michel United    |
| Promotions et relégations                        |                        |
| Promus en Division One                           | Bel Air FC             |
| Relégués en Division Two                         | PTL Bazar Brothers     |
| Relégués en Division Two                         | Santos FC              |